# Приладожское
Приладожское (до 1948 года Мюллюкюля, Юляярви, фин. Myllykyla, Yläjärvi) — посёлок в Громовском сельском поселении Приозерского района Ленинградской области.

## Название
Топонимы Мюллюкюля и Юляярви означают соответственно — «Мельничная деревня» и «Верхнее озеро». 
5 июня 1947 года исполком Сортанлахтинского сельсовета, ссылаясь на постановление общего собрания колхозников колхоза «Пахарь», принял решение присвоить деревне Мюллюкюля название Владимировка. Соседняя деревня Юляярви получила наименование Заозёрная. С 1 октября 1948 ода название Приладожское было официально закреплено за объединёнными деревнями Мюллюкюля и Юляярви.

## История
Деревня Уллярве «у озера Уллярского» упоминается в писцовой книге Водской пятины 1568 года.
- Деревня Улуярви на русской карте 1745 года

- Деревня Юляярви на финской карте 1923 года

До 1939 года селение Мюллюкюля являлось составной частью деревни Юляярви волости Пюхяярви Выборгской губернии Финляндской республики.
С января 1940 года — в составе Карело-Финской ССР.
С 1 августа 1941 года по 31 июля 1944 года финская оккупация.
С 1 ноября 1944 года учитывалась в составе Сортанлахтинского сельсовета Кексгольмского района.
С 1 октября 1948 года деревня Мюллюкюля стала учитываться, как посёлок Приладожское в составе Громовского сельсовета Приозерского района. В ходе укрупнения хозяйства к деревне Мюллюкюля были присоединены соседние селения Хаапаниеми (Осиновый мыс), Хиири и другие.
С 1 февраля 1963 года — в составе Громовского сельсовета Выборгского района.
С 1 января 1965 года — вновь в составе Громовского сельсовета Приозерского района. В 1965 году население посёлка составляло 213 человек.
По данным 1966, 1973 и 1990 годов посёлок Приладожское входил в состав Громовского сельсовета.
В 1997 году в посёлке Приладожское Громовской волости проживали 53 человека, в 2002 году — 62 человека (русские — 96 %).
В 2007 году в посёлке Приладожское Громовского СП проживали 48 человек, в 2010 году — 36 человек.

## География
Посёлок расположен в восточной части района на автодороге 41К-012 (Санкт-Петербург — Приозерск), в месте примыкания к ней автодороги 41К-156 (Мельничные Ручьи — Приладожское).
Расстояние до административного центра поселения — 16 км.
Расстояние до ближайшей железнодорожной станции Отрадное — 18 км.
Посёлок находится на западном берегу озера Гусиное.

## Демография
| 2007 | 2010 | 2017 |
| ---- | ---- | ---- |
| 48   | ↘36  | ↗56  |

## Улицы
Гусиная, Лесная, Мысовый переулок, Прибрежная, Центральная.

## Садоводства
Гидрокор.